# التحسين الصوتي
التحسين الصوتي هو نوع خفي من أنظمة تعزيز الصوت المستخدمة لزيادة الصوت المباشر أو المنعكس أو الصدى. بينما تُستخدم أنظمة تعزيز الصوت عادةً لزيادة مستوى الصوت لمصدر الصوت (مثل شخص يتحدث في ميكروفون أو آلات موسيقية في فرقة موسيقى البوب)، تُستخدم أنظمة تحسين الصوت عادةً لزيادة الطاقة الصوتية في المكان بطريقة لا يلاحظها الجمهور. تقوم الأنظمة المثبتة بشكل صحيح بتكرار الصوتيات المرغوبة للانعكاسات المبكرة والصدى من غرفة مصممة بشكل صحيح للموسيقى الصوتية. من المزايا الإضافية لهذه الأنظمة أنه يمكن تغيير صوتيات الغرفة أو تعديلها لتتناسب مع نوع الأداء. يوفر استخدام التحسين الصوتي كعمارة إلكترونية حلاً جيدًا لقاعات الأداء متعددة الاستخدامات التي يجب أن تكون «ميتة» للموسيقى المضخمة، وتستخدم أحيانًا للعروض الصوتية. غالبًا ما ترتبط هذه الأنظمة بمصادر الصوت الصوتية مثل أوركسترا الحجرة أو الأوركسترا السيمفونية أو الأوبرا، ولكنها وجدت أيضًا قبولًا في مجموعة متنوعة من التطبيقات والأماكن التي تشمل غرف التدريب ومرافق التسجيل وغرف المؤتمرات والمراحل الصوتية والساحات الرياضية ووكذا الساحات الخارجيّة.

## التصميم
تستخدم أنظمة التحسين الصوتي الميكروفونات ومكبرات الصوت ومكبرات الصوت المتصلة ببعض أشكال المعالجة. يختلف عدد ونوع وموضع الميكروفونات ومكبرات الصوت وفقًا لكل من التطبيق، فضلاً عن القيود الفيزيائية التي تفرضها مبادئ التشغيل المتأصلة المرتبطة بمعدات كل جهة تصنيع. ومع ذلك، في معظم الحالات، تستخدم هذه الأنظمة مجموعة واحدة على الأقل من مكبرات الصوت التي يتم توزيعها في جميع أنحاء المكان.
نظرًا لأن رواد الحفلات الموسيقية أصبحوا على دراية باستخدام هذه الأنظمة، فقد نشأت المناقشات، لأن «... الأصوليون يؤكدون أن الصوت الطبيعي للأصوات [الكلاسيكية] [أو] الآلات في قاعة معينة لا ينبغي تغييره.» ومع ذلك، عند توظيفه بشكل صحيح، يمكن أن يؤدي التحسين الصوتي إلى تحسين جودة الاستماع بطرق قد يكون من المستحيل على المعالجات المعمارية تحقيقها، وتقديم جودة الصوت التي يرغب رواد الحفلة في تجربتها.
في مهرجان فيينا في مايو 1995، تم استخدام نظام لارِس (بالإنجليزية: LARES)‏ في الهواء الطلق لتعزيز أداء أوركسترا فيينا للسمفونية رقم 9 لبيتهوفن التي قام بها زوبين ميهتا. «كانت هذه هي المرة الأولى في هذا الموقع مع الموسيقى الكلاسيكية التي لم يتم انتقادنا لإفساد الموسيقى من خلال تضخيمها.» ألفريد تويجل، قسم الصوت، مهرجان فيينا. تعليقًا على أداء أوركسترا جرانت بارك في جناح جاي بريتزكر في ميلينيوم بارك شيكاغو إلينوي، صرح نائب الرئيس الأول لراديو دبليو إف إم تي ستيف روبنسون «لم أسمع أبدًا في حياتي صوتًا تم عرضه بأمانة وجمال على هذه المسافة الكبيرة؛ تجربة أثيريّة»!
تنصُّ مقالة كاي هارادا ديرتي ليتب سوكريت، على أن دور الأوبرا بدأت في استخدام أنظمة تحسين الصوت الإلكترونية «... للتعويض عن العيوب في العمارة الصوتية للمكان.» على الرغم من الضجة التي أثيرت بين رواد الأوبرا، يشير هارادا إلى أنه لا يوجد من دور الأوبرا الرئيسية التي تستخدم أنظمة تعزيز الصوت «... سلسلة من مكبرات الصوت القبيحة منتشرة في جميع أنحاء المسرح».
بدلاً من ذلك، تستخدم معظم دور الأوبرا نظام تقوية الصوت للتعزيز الخفيف للأصوات خارج المسرح والحوار على خشبة المسرح والمؤثرات الصوتية (على سبيل المثال، أجراس الكنائس في توسكا أو الرعد في أوبرا واغنريان). غالبًا ما يتم استخدام أنظمة التحسين الصوتي في دور الأوبرا التقليدية لتحسين صوت الأوركسترا، وليس لها تأثير يذكر على صوت الأصوات. في مراجعة لأداء أوبرا ولاية جنوب أستراليا لدورة واغنرز رينغ في مسرح أديلايد فيستفل ستار، كتب مايكل كينيدي من ذا سانداي تيليجراف، لندن: "كان التوازن بين الأوركسترا والأصوات مثاليًا." حقق التسجيل المباشر لفاغنر: داي والكور "نجاحًا في حفل توزيع جوائز هيلبمان لعام 2005، حيث فازت بعشرة ترشيحات من بين 11 ترشيحًا وحصلت على جوائز نقدية". - وتم ترشيح تسجيل "فاغنر: غوترداغمونور" لجائزة جرامي لعام 2008."

## الأنواع
توجد أنواع مختلفة من أنظمة التحسين الصوتي: أنظمة مضمنة وأنظمة تغذية مرتدة مع أو بدون صدى إلكتروني.
تسمى الأنظمة المضمنة أيضًا غير قابلة للتجديد (أي لا توجد تغذية راجعة). تسمى أنظمة التغذية الراجعة أيضًا بالتجديد. يمكن إضافة عدادات إلكترونية بالإضافة إلى استخدام طرق مختلفة مثل الالتفاف وتصفية الصوت.
الأنظمة المتوافقة مع أجهزة الصدى الإلكترونية: تشتمل أنظمة التحسين الصوتي المضمنة على لارِس (نظام تعزيز وتقوية الصوت الافتراضي)، ونظام سياب (بالإنجليزية: SIAP)‏، ونظام تحسين الأداء الصوتي وآي سي إس (بالإنجليزية: ACS)‏ وأنظمة التحكم الصوتي. تستخدم هذه الأنظمة الميكروفونات، ومعالجة الإشارات الرقمية «مع التأخير، والطور، وتغييرات الاستجابة للتردد»، ثم ترسل الإشارة «... إلى عدد كبير من مكبرات الصوت الموضوعة في أطراف مكان الأداء.» يستخدم كل من دويتشه ستاتسوبير في برلين ومركز الطيور الطنانة في تورنتو نظام لارِس. يستخدم مسرح أهمانسون في لوس أنجلوس والمسرح الملكي الوطني في لندن ومسرح فيفيان بومنت في مدينة نيويورك نظام سياب.
أنظمة ردود الفعل مع صدى إلكتروني: كانستليشن وهي أنظمة تحسين الصوت المرتردة (المعروفة سابقًا باسم VRAS أو نظام صوتيات الغرفة المتغيرة) الذي يستخدم «... خوارزميات مختلفة تعتمد على الميكروفونات الموضوعة في جميع أنحاء الغرفة.» نظام التحكم النشط في المجال آي إف سي 3 من ياماها والذي «يعزز الخصائص الصوتية المعمارية للغرفة ويحسن أداء وقت الصدى.» أيضا نظام إس إل إن تي إم سي آر (صدى متعدد القنوات).
أنظمة التغذية الراجعة بدون أجهزة صدى إلكترونية: تضمُّ كارمن (بالإنجليزية: CARMEN)‏ التي طورتها شركة سي إس ت بي (CSTB) بفضل عدد من الخلايا النشطة الكهروضوئية (من 16 إلى 40 تقريبًا)، كل منها يتكون من ميكروفون ووحدة ترشيح إلكترونية ومضخم طاقة ومكبر صوت. توضع الخلايا حول جدران وسقف القاعة، وتشكل جدرانًا افتراضية اعتمادًا على الهندسة المعمارية والمشكلة الصوتية التي يجب حلها. يتواصلون فقط فيما بينهم بالطريقة الصوتية. البديل الأحدث الآخر للقاعات الأصغر هو كارمنسيتا.